# Parafia św. Józefa w Zmysłówce
Parafia św. Józefa w Zmysłówce − parafia rzymskokatolicka znajdująca się w archidiecezji przemyskiej w dekanacie Żołynia.

## Historia
W 1981 roku w Zmysłówce podjęto decyzję o budowie kościoła. W 1982 roku zbudowano drewniany kościół filialny, według projektu Mariana Gałuszki. 24 grudnia 1982 roku odprawiono pierwszą mszę świętą - pasterkę. W 1983 roku dobudowano kaplice boczne. 30 czerwca 1985 roku kościół został poświęcony przez bpa Tadeusza Błaszkiewicza. 
20 czerwca 1988 roku dekretem biskupa Ignacego Tokarczuka została erygowana parafia pw. św. Józefa, z wydzielonego terytorium parafii Grodzisko Dolne i parafii Żołynia.
W 2018 roku podjęto decyzję o budowie murowanego kościoła. 19 marca 2022 roku abp Adam Szal poświęcił plac pod budowę kościoła, następnie rozpoczęto budowę.
Na terenie parafii jest 1 050 wiernych (w tym: Zmysłówka – 416, Opaleniska – 310, Podlesie – 262, Grodzisko Górne – 41, Kopanie – 21).
Proboszczowie parafii:
1988–1998. ks. Marian Cieliczka.
1998–2001. ks. kan. Józef Świerczek.
2001–2016. ks. Wiesław Kozioł.
2016. ks. Stanisław Bąk.
2016– nadal ks. Jacek Łuc.